# Adriano Banchieri
Adriano Banchieri est un compositeur, théoricien de la musique et organiste italien, né à Bologne le 3 septembre 1568, et mort dans cette même ville en 1634. Il y fonde l'Accademia dei Floridi.

## Biographie
Moine olivétain (à 19 ans, en entrant dans l'ordre, il modifia son prénom de baptême, Tomaso, en Adriano) lié à Monteverdi, Frescobaldi et Vecchi, il fréquentait aussi beaucoup d'autres musiciens de son époque. Il a pu aussi nous faire parvenir plusieurs renseignements intéressants sur eux dans Conclusioni del suono dell'organo. Il était particulièrement brillant et a été le premier à chiffrer la basse continue sur les partitions (1595), à utiliser les nuances forte ou piano (1613), et aussi à utiliser la barre de mesure dans son acception moderne. Il a laissé derrière lui une masse impressionnante de travail : 13 compositions dramatiques, musique vocale sacrée, messes et motets. Musique profane (madrigaux et canzonette). Musique instrumentale (Canzoni alla francese a 4 voci per sonar), musique pour orgue, 14 ouvrages théoriques.
Il meurt dans sa ville natale en 1634.
Il est l'auteur, sous le pseudonyme de Camillo Scaliggeri della Fratta, de comédies, de farces, et, notamment, de Novella di Cacasenno, figliuolo del semplice Bertoldino, troisième récit complétant les deux premiers écrits par Giulio Cesare Croce, du recueil publié en 1620, Bertoldo, Bertoldino e Cacasenno.

## Œuvres
- Canzoni alla francese a quattro voci per sonare (1596)
  1. La Rovattina
  2. L’Ardina
  3. La Galluppa [Revista]
  4. La Rustica, sopra Vitam eternam
  5. La Pomponazza
  6. L’Alcenagina, sopra Vestiva i colli
  7. La Guamina, di Gioseffo Guami
  8. La Banchierina
  9. La Camerina, sopra Veni dilecte mi
  10. La Feliciana
  11. La Organistina bella, in echo

  - Concerti a otto voci per sonare & cantare :

  1. Concerto primo: La Battaglia "Udite ecco le trombe"
  2. Concerto secondo: Magnificat, sopra Lieto godea; prima parte.
  3. Concerto terzo: Magnificat, sopra Lieto godea; seconda parte, Suscepit Israël
- La Pazzia Senile (La folie de la vieillesse), Ragionamenti Vaghi, et Dilettevoli, a Tre Voci, 1598.
- Messa Solenne a otto voci ; Concerto per il Graduale : En dilectus meus loquitur mihi, à 8 voix, 1599.
- Cartella musicale nel canto figurato, fermo, & contrapunto, 5 éditions : 1601, 1610, 1614, 1615 (Op. 35), 1623.
- Fantasia overo Canzoni alla Francese, à 4, 1603.
- L'Organo Suonarino, (Op. 13, 1605, Op. 25, 1611, et un supplément «Appendice» Op. 43, ajouté en 1638) : recueil de messes, hymnes, magnificat, sonates et fugues pour orgue.
- Barca di Venetia per Padova, Op. 12, 2e livre de madrigaux, 1605, rééd. en 1623.
  1. L'umor svegliato
  2. Strepito di Pescatori
  3. Parone di barca
  4. Barcaruolo e passagieri
  5. Libraio Fiorentino
  6. Mastro di musica Luchese
  7. Venetiano e Thedesco
  8. Madrigale affetuoso
  9. Madrigale capriccioso
  10. Mattinata in dialogo
  11. Mercante Bresciano et Hebrei
  12. Madrigale alla Romana (Stile del Marenzio Romano)
  13. Prima ottava all'improvviso nel liuto
  14. Seconda ottava all'improvviso nel liuto
  15. Barcaryoli procaccio e tutti al fine
  16. Soldato svaglioato
  17. Sinfonia d'istromenti senza voci
- Madrigal ou motet : Aprestacedi fede ou Confitemini Deo, à 5 voix, dans Musica tolta da i madrigali di Claudio Monteverde, e d'altri autori e fatta spirituale da Aquilino Coppini, Milan, 1607.
- Saviezza giovanile, 1607, révisé et publié chez Gardano à Venise en 1628.
- Festino nella sera del Giovedì Grasso avanti cena (Festin du Jeudi gras), cycle de 20 madrigaux pour ensemble à cinq voix (Venise, 1608)[5], dont :
  1. Mascherata di villanelle,
  2. Madrigale ad un dolce usignuolo,
  3. Contrappunto bestiale alla mente.
- Conclusioni nel suono dell’organo, Op. 20, 1609, essai sur l'orgue et les registrations.
- Moderna Armonia di Canzoni alla Francese, Op. 26, 1612.
- Versi in riposta al Dixit del Primo Tuono (Terzo libro di nuovi pensieri ecclesiastici), pour soprano et basse continue, Op. 35, 1613.
- Direttorio Monastico di Canto Fermo, per Uso Particolare della Congregatione Olivetana, in prevenire l’Offitio Diurno al Choro, Bologne, 1615.
- Il Virtuoso Ritrovo Academico. Del Dissonante, Publicamente praticato con variati Concerti Musicali A 1. 2. 3. 4. 5. Voci ò Stromenti, nell’Academia di Filomusi. Op. 49, 1626.
- Concerto di dui Angioletti in Dialogo nella solennità del Santissimo Natale, pour 2 soprani et orgue.

### Discographie
- Musique de la Renaissance - L'Europe Musicale aux XVe et XVIe siècles (Harmonia Mundi HMX 290 8016.20)
- Pazzia Senile - Saviezza Giovenile (Stradivarius STRAD35704)
- L'Organo Suonarino op.13 (Bologne 1605) (Tactus TC.560202)
- Gemelli Armonici & Metamorfosi - ensemble Hypothesis dir. L. d'Agostino (Tactus TC.560204)
- Il Virtuoso - ensemble Hypothesis dir. L. d'Agostino (Tactus TC.560203)
- Il Zabaione Musicale, Barca Di Venetia Per Padova - L'Homme Armé - Insieme Vocale e Strumentale dir. Fabio Lombardo (Arts Music label Red Line)